# Relações entre Rússia e Timor-Leste
As relações entre Rússia e Timor-Leste são as relações bilaterais entre Timor-Leste e Rússia. Nenhum dos dois países tem um embaixador residente no outro. A Rússia foi um dos primeiros países a reconhecer a independência de Timor-Leste e participou em quase todos os programas de ajuda da ONU, o fornecendo alimentos e equipamentos de socorro, incluindo pilotos de aviação civil e de transporte.

## Laços diplomáticos
Em 20 de maio de 2002 o Presidente russo Vladimir Putin reconheceu a independência de Timor-Leste, e instruiu o Ministério dos Negócios Estrangeiros russo a estabelecer relações diplomáticas com o novo Estado independente. Em 24 de junho de 2002, Alexander Yakovenko Vladimirovich do Ministério das Relações Exteriores russo anunciou que, na sequência de negociações com representantes timorenses, confirmou-se que a Rússia tinha estabelecido relações diplomáticas com Timor-Leste. A Rússia está representada em Timor-Leste através da sua embaixada em Jacarta (Indonésia).

## Laços políticos
Após a tentativa de assassinato do presidente timorense José Ramos-Horta em 11 de fevereiro de 2008, o Ministério dos Negócios Estrangeiros russo divulgou um comunicado expressando preocupação com os desenvolvimentos em Timor-Leste e apelou para a estabilidade política.

## Laços humanitários
Em junho de 2001, a companhia aérea russa Tyumen Aviatrans (agora conhecido como UTair), foi premiado com um contrato de um ano para suprir a Missão das Nações Unidas de Apoio a Timor-Leste com o apoio de helicópteros utilizando o Mil Mi-26, em um contrato no valor de US $ 6500000 .